# Skärvfrön
Skärvfrön (Thlaspi) är ett släkte av korsblommiga växter. Skärvfrön ingår i familjen korsblommiga växter.

## Bildgalleri

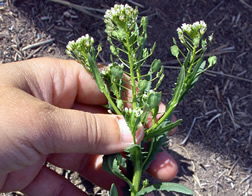
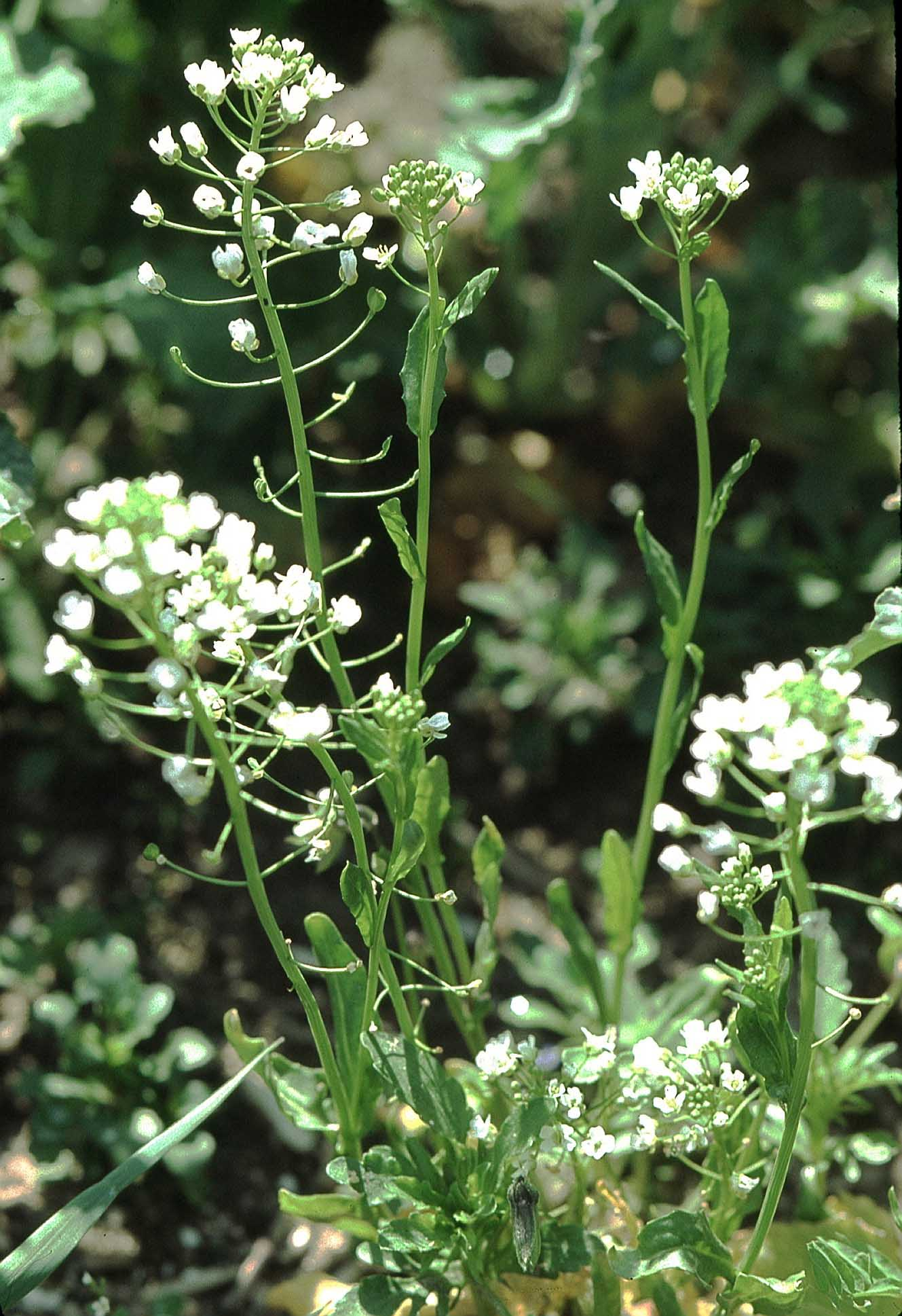
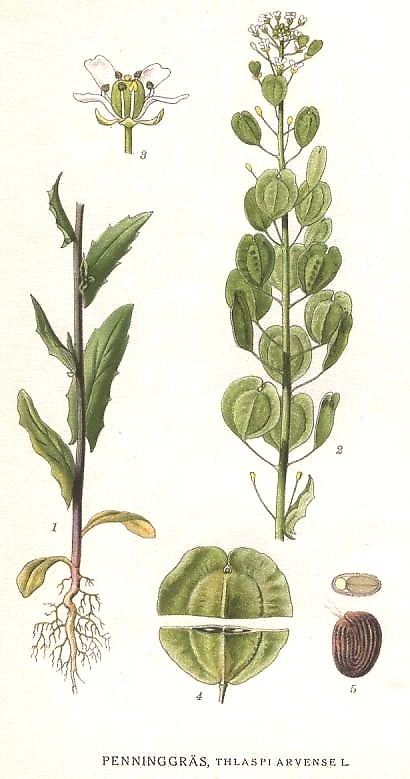
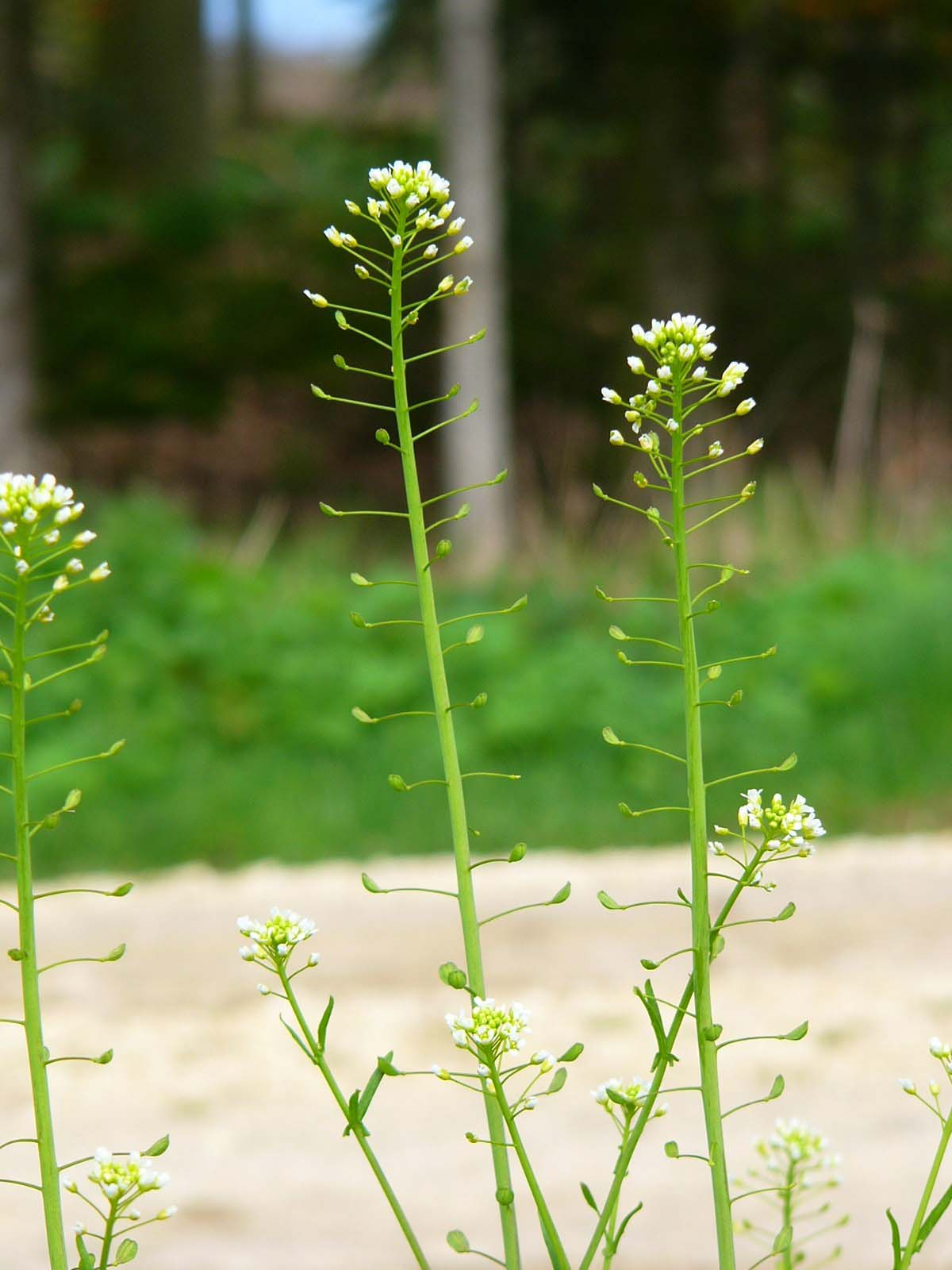
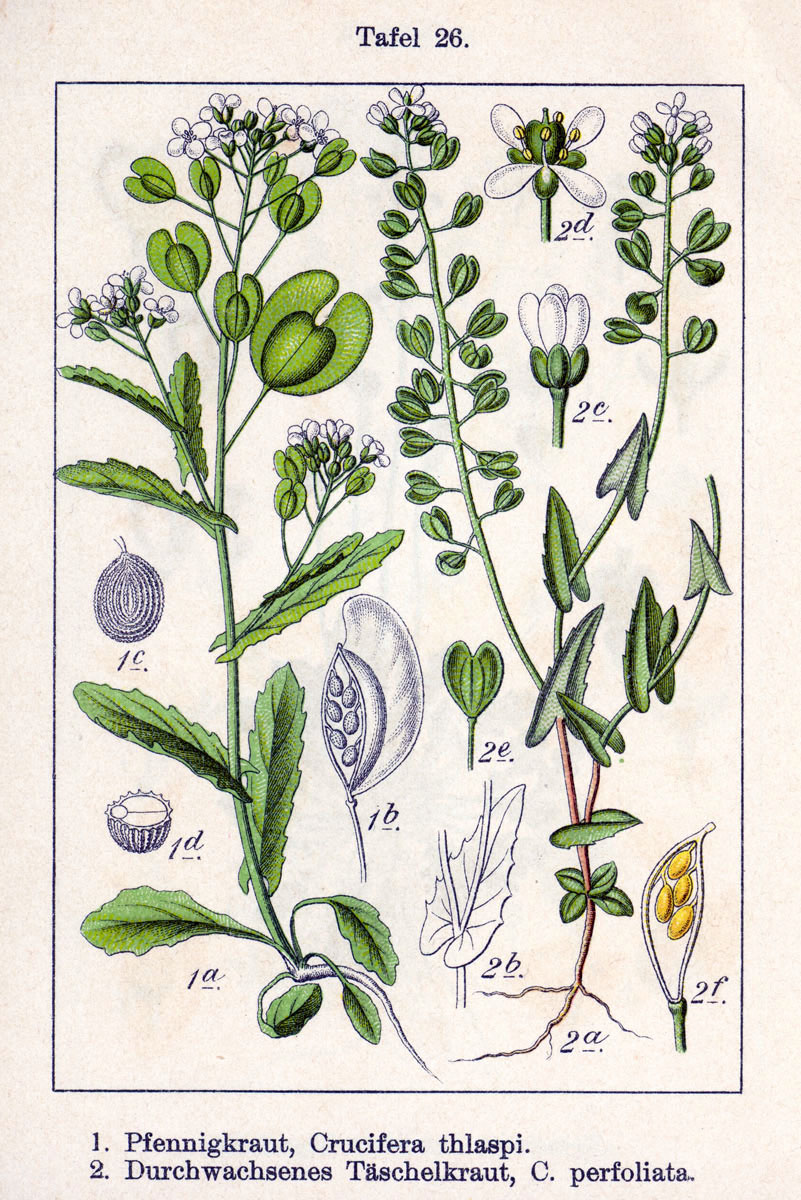
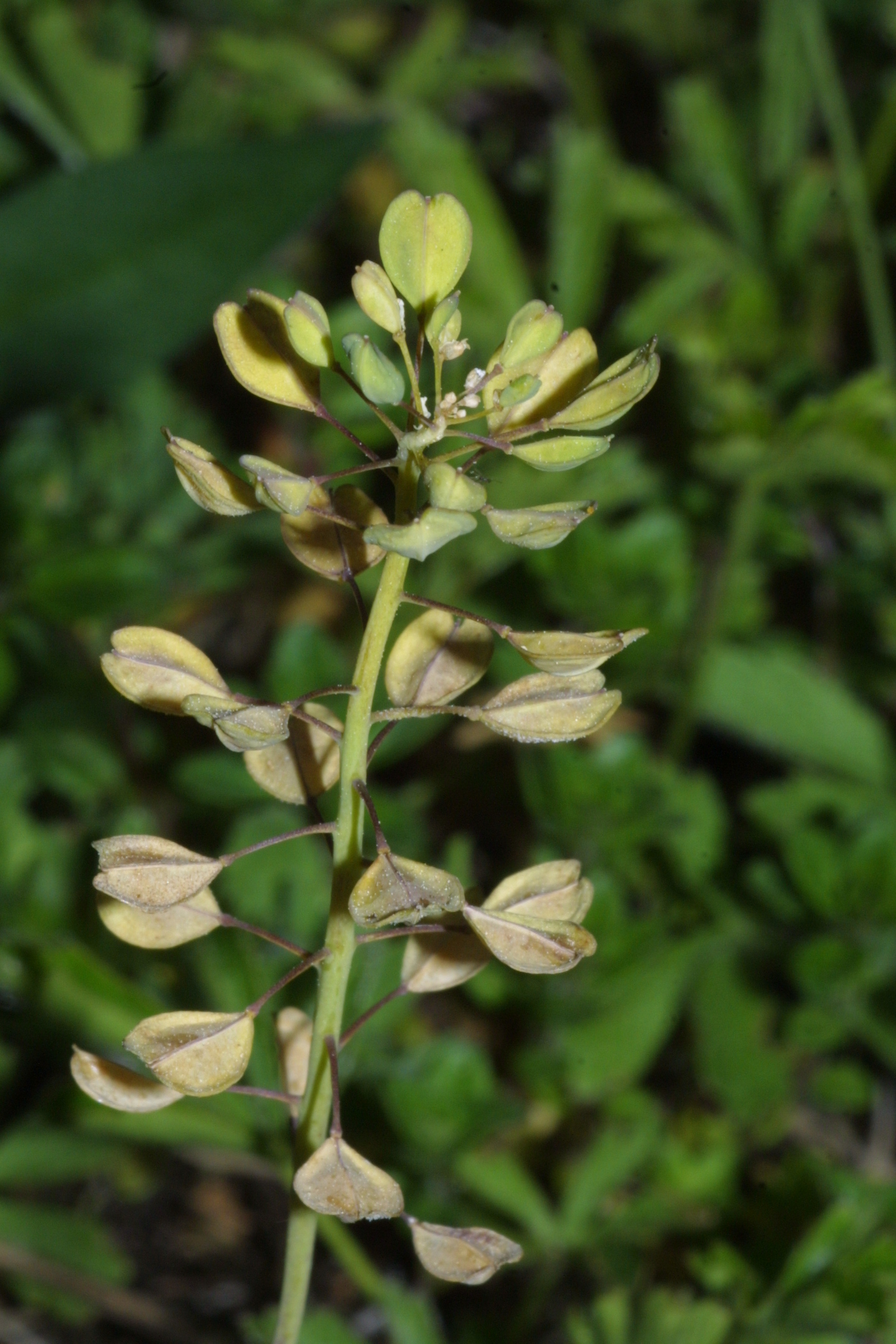

## Dottertaxa till Skärvfrön, i alfabetisk ordning[1]
- Thlaspi aghricum
- Thlaspi alliaceum
- Thlaspi antitauricum
- Thlaspi apterocarpum
- Thlaspi armenum
- Thlaspi arvense
- Thlaspi bornmuelleri
- Thlaspi bovis
- Thlaspi bulbosum
- Thlaspi cappadocicum
- Thlaspi capricornutum
- Thlaspi ceratocarpum
- Thlaspi cilicicum
- Thlaspi crassifolium
- Thlaspi crassiusculum
- Thlaspi dolichocarpum
- Thlaspi eigii
- Thlaspi elegans
- Thlaspi epirotum
- Thlaspi ferganense
- Thlaspi freynii
- Thlaspi griffithianum
- Thlaspi hastulatum
- Thlaspi huber-morathii
- Thlaspi huetii
- Thlaspi inhumile
- Thlaspi japonicum
- Thlaspi jaubertii
- Thlaspi kamtschaticum
- Thlaspi kochianum
- Thlaspi kotschyanum
- Thlaspi kurdicum
- Thlaspi leblebicii
- Thlaspi lilacinum
- Thlaspi maassoumii
- Thlaspi orbiculatum
- Thlaspi oxyceras
- Thlaspi pulvinata
- Thlaspi pulvinatum
- Thlaspi rechingeri
- Thlaspi roseolum
- Thlaspi rostratum
- Thlaspi rosulare
- Thlaspi septigerum
- Thlaspi somkheticum
- Thlaspi stenocarpum
- Thlaspi syriacum
- Thlaspi szovitsianum
- Thlaspi triangulare
- Thlaspi trinervium
- Thlaspi watsonii
- Thlaspi zaffranii
- Thlaspi zangezuricum